# Roewe iMAX8
Roewe iMAX8 – samochód osobowy typu minivan klasy wyższej produkowany pod chińską marką Roewe od 2020 roku.

## Historia i opis modelu

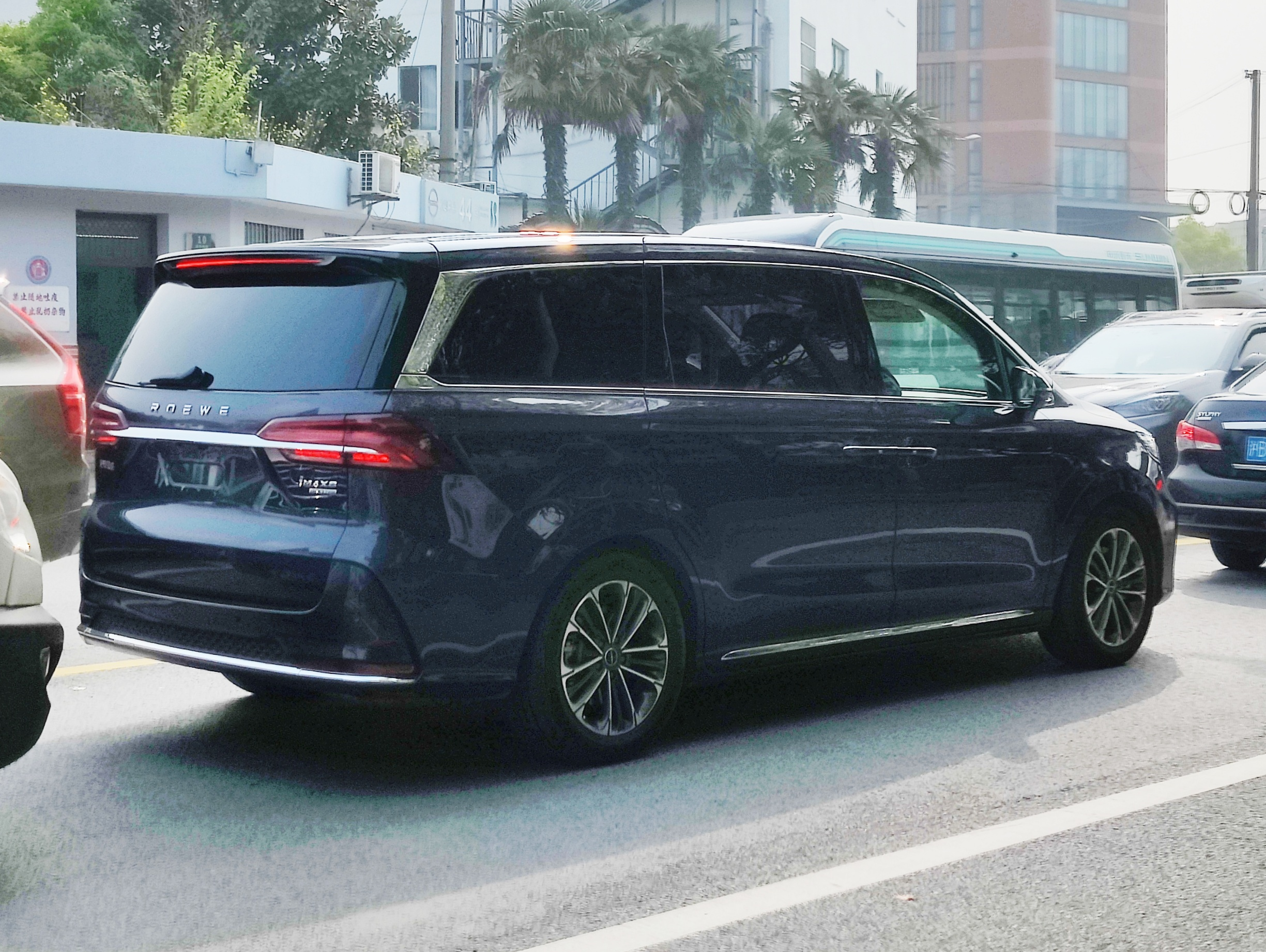
Roewe iMAX8 - tył

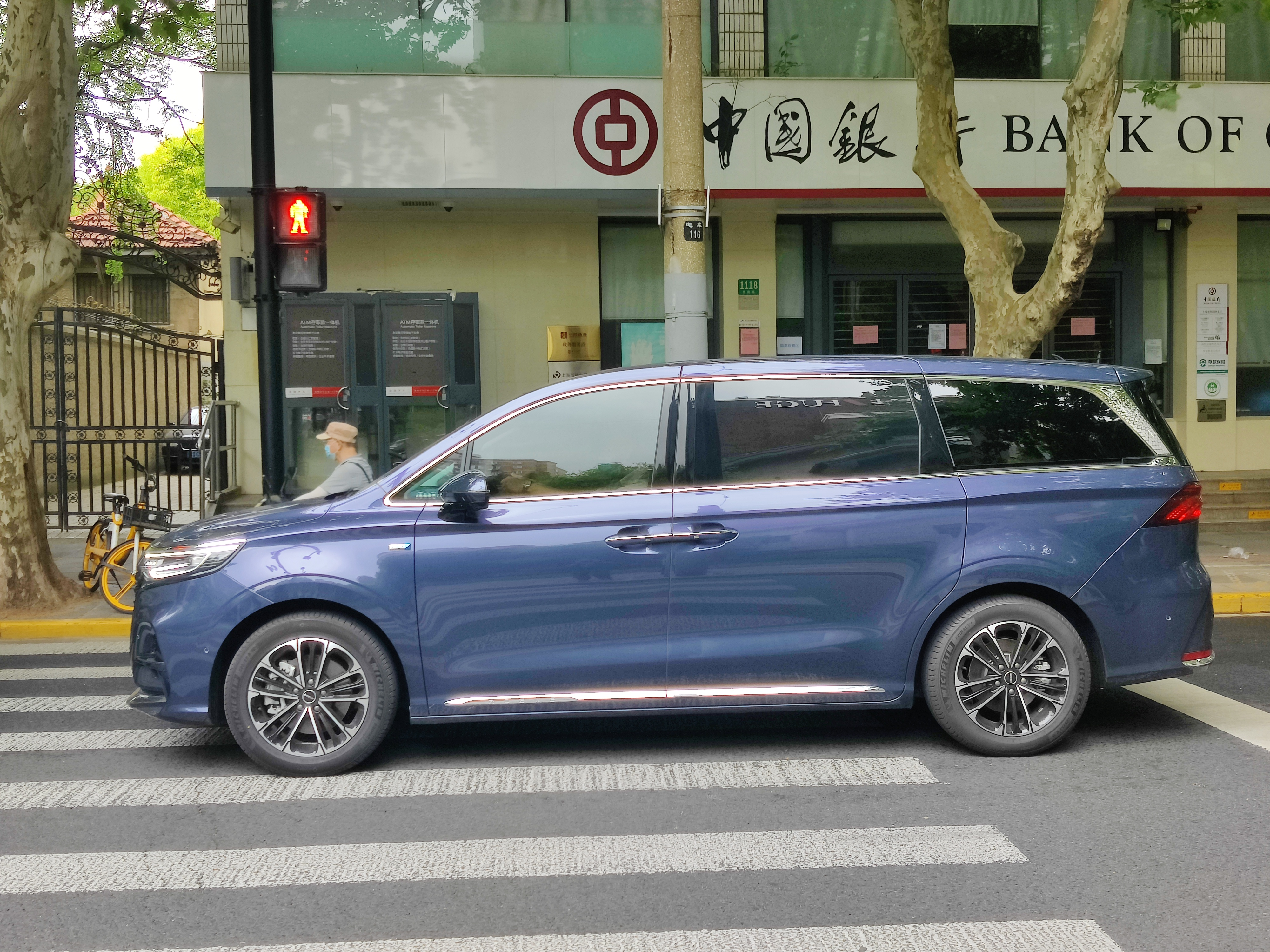
Roewe iMAX8 - sylwetka

Studyjną zapowiedzią pierwszego vana w historii chińskiej marki Roewe był prototyp Roewe iM8 Concept, który został zaprezentowany w maju 2020 roku. Produkcyjny model pod nazwą Rowe iMAX8 zadebiutował 5 miesięcy później, we wrześniu 2020 roku, jako luksusowy van zbudowany w oparciu o inny model koncernu SAIC, podobnej wielkości Maxusa G20.
Roewe iMAX8 w obszernym zakresie odtworzył stylistykę studium z maja 2020 roku, zyskując masywną atrapę chłodnicy dominującą przednią część nadwozia, a także agresywnie stylizowane reflektory z ciemnymi wkładami. Wizualnie został on upodobniony do stylizacji takich modeli jak SUV RX5 Plus czy duży sedan i6 Max.
Kabina pasażerska utrzymana została w luksusowej estetyce, wyróżniając się dwoma niezależnymi fotelami drugiego rzędu siedzeń z regulacją nachylenia oparcia. Tylne drzwi przyjęły formę odsuwanych na bok, z kolei w przedziale bagażowym ulokowano trzeci rząd siedzeń z trzema dodatkowymi miejscami dla pasażerów.

### iMAX8 EV
W sierpniu 2022 gamę wariantów napędowych poszerzyła odmiana w pełni elektryczna, iMAX8 EV. Pod kątem wizualnym samochód odróżnił się jedynie innym, nowszym wzorem koła kierownicy, zachowując taki sam układ deski rozdzielczej oraz aranżację kabiny pasażerskiej. Do napędu wykorzystano 241-konny silnik elektryczny z momentem obrotowym 350 Nm, który dzięki baterii 90 kWh umożliwia przejechanie na jednym ładowaniu do ok. 550-570 kilometrów w cyklu mieszanym.

### Sprzedaż
Roewe iMAX8 został zbudowany specjalnie z myślą o wewnętrznym rynku chińskim, stanowiąc odpowiedź na podobnej wielkości modele jak Lexus LM czy Toyota Alphard. Sprzedaż pojazdu rozpoczęła się tuż po premierze, we wrześniu 2020 roku. Przez kolejne 3 miesiące producent dostarczył 10,3 tysiąca egzemplarzy do nabywców.

### Silniki
- R4 1.5l Plus
- R4 2.0l Turbo